# Prins Hendrik Ende Desespereert Nimmer Combinatie Zwolle 2016-2017
Questa voce raccoglie le informazioni riguardanti il  Prins Hendrik Ende Desespereert Nimmer Combinatie Zwolle  nelle competizioni ufficiali della stagione 2016-2017.

## Rosa
| N. |                        | Ruolo | Calciatore          |
| -- | ---------------------- | ----- | ------------------- |
| 1  | Paesi Bassi (bandiera) | P     | Mickey van der Hart |
| 2  | Paesi Bassi (bandiera) | D     | Bram van Polen      |
| 4  | Paesi Bassi (bandiera) | D     | Dirk Marcellis      |
| 6  | Paesi Bassi (bandiera) | C     | Mustafa Saymak      |
| 7  | Marocco (bandiera)     | C     | Youness Mokhtar     |
| 8  | Paesi Bassi (bandiera) | C     | Wouter Marinus      |
| 10 | Paesi Bassi (bandiera) | A     | Stef Nijland        |
| 11 | Paesi Bassi (bandiera) | A     | Queensy Menig       |
| 13 | Paesi Bassi (bandiera) | D     | Philippe Sandler    |
| 14 | Svezia (bandiera)      | C     | Erik Israelsson     |
| 16 | Belgio (bandiera)      | P     | Kevin Begois        |
| 17 | Rep. Ceca (bandiera)   | D     | Josef Kvida         |

| N. |                          | Ruolo | Calciatore           |
| -- | ------------------------ | ----- | -------------------- |
| 18 | Brasile (bandiera)       | C     | Gustavo Hebling      |
| 19 | Paesi Bassi (bandiera)   | C     | Rick Dekker          |
| 20 | Paesi Bassi (bandiera)   | A     | Kingsley Ehizibue    |
| 21 | Paesi Bassi (bandiera)   | D     | Django Warmerdam     |
| 22 | Paesi Bassi (bandiera)   | D     | Bart Schenkeveld     |
| 23 | Paesi Bassi (bandiera)   | C     | Danny Holla          |
| 30 | Nuova Zelanda (bandiera) | C     | Ryan Thomas          |
| 33 | Grecia (bandiera)        | A     | Thanasīs Karagkounīs |
| 35 | Francia (bandiera)       | A     | Hervin Ongenda       |
| 40 | Paesi Bassi (bandiera)   | P     | Mike Hauptmeijer     |
| 44 | Danimarca (bandiera)     | A     | Nicolai Brock-Madsen |